# Serranus tabacarius
Serranus tabacarius es una especie de peces de la familia Serranidae en el orden de los Perciformes.

## Morfología
Los machos pueden llegar alcanzar los 22 cm de longitud total.

## Distribución geográfica
Se encuentra desde Bermuda y el sur de Florida hasta el norte del Brasil, incluyendo las Bahamas, el Mar Caribe y las Antillas.